# 道の駅南信州とよおかマルシェ
道の駅南信州とよおかマルシェ（みちのえき みなみしんしゅうとよおかマルシェ）は、長野県下伊那郡豊丘村にある村道竜東一貫道路の道の駅である。

## 概要
豊丘村にて設置、法人（株式会社豊かな丘）にて管理されている。
村の中心部にあたり、天竜川が形成した河岸段丘の最下段に位置する。農産物直売所のほか地元農産物を活用した農産物加工所、テイクアウト、農家レストランなど「南信州の台所」としての施設が並び、新鮮な食と人が集う市場「マルシェ」をイメージしている。
また、日用品が揃う物産販売所を併設するとともに、地域間を結ぶコミュニティバスの発着点となっており、地域の生活を支える拠点として、道の駅を核とした「小さな拠点」を形成している。

## 沿革
- 2018年11月17日 - 第48回登録申請において道の駅に登録
- 2019年4月27日 - 開業
- 2020年2月 - 情報提供施設内に豊丘村観光案内所開設
- 2021年4月 - 北側隣接敷地にレンタサイクルを含む豊丘村観光協会「とよおか旅時間」及び足湯がオープン

## 施設
- 駐車場 103台
  - 大型車：7台
  - 普通車：92台
  - 身障者用：4台
  - EV充電スタンド：1台
- トイレ 23器
  - 男：11器
  - 女：10器
  - 多目的：2器
- テイクアウト（パン、ジェラード等）
- レストラン
- 農産物直売所
- 情報提供休憩施設
- テナントスペース
  - 食品スーパー
  - 軽食販売店
  - クリーニング店
- 農産物加工所
- その他
  - 屋根付休憩施設
  - 屋外展望施設
  - 緑地広場
  - ストリートピアノ

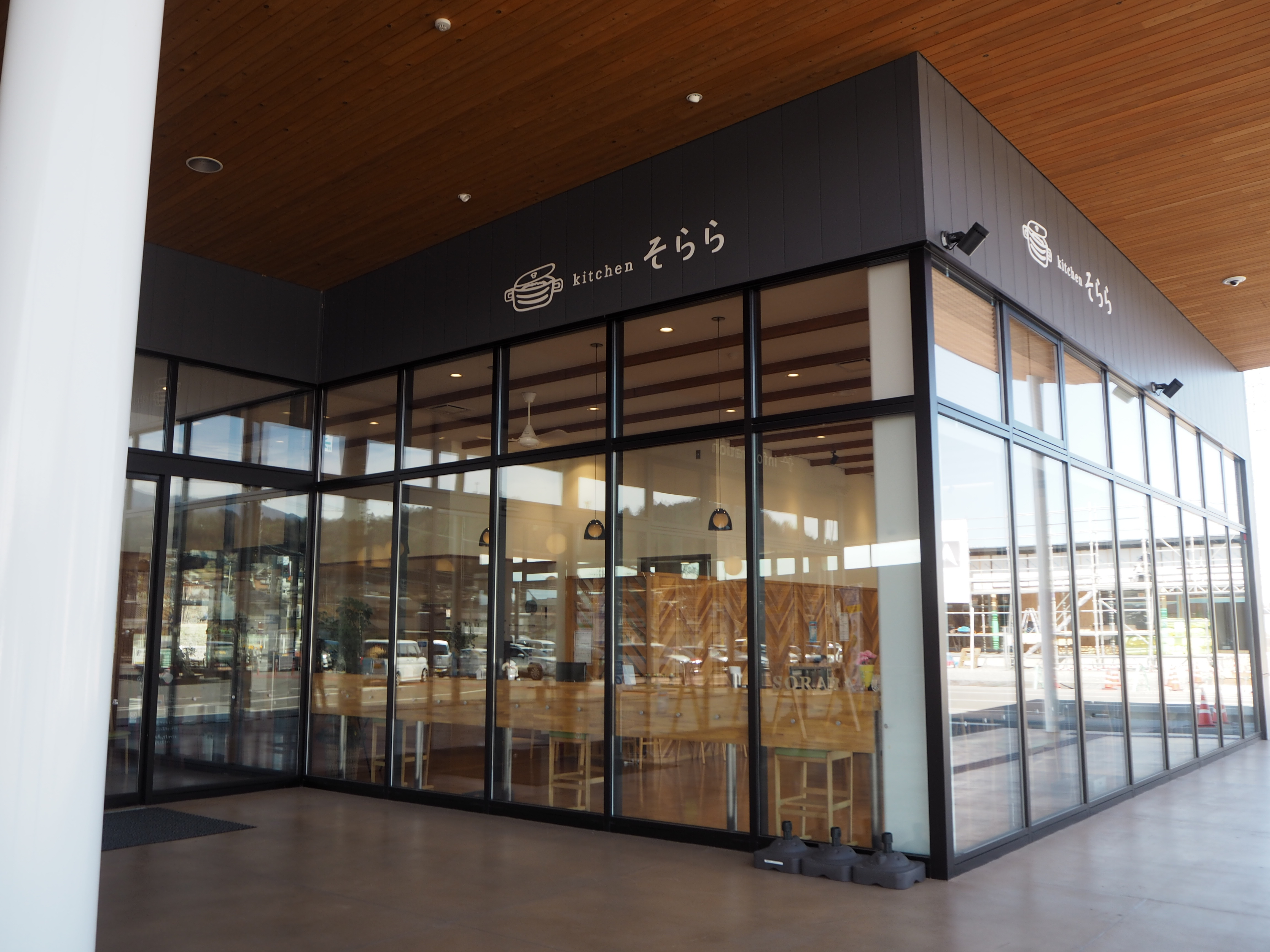
kitchen そらら

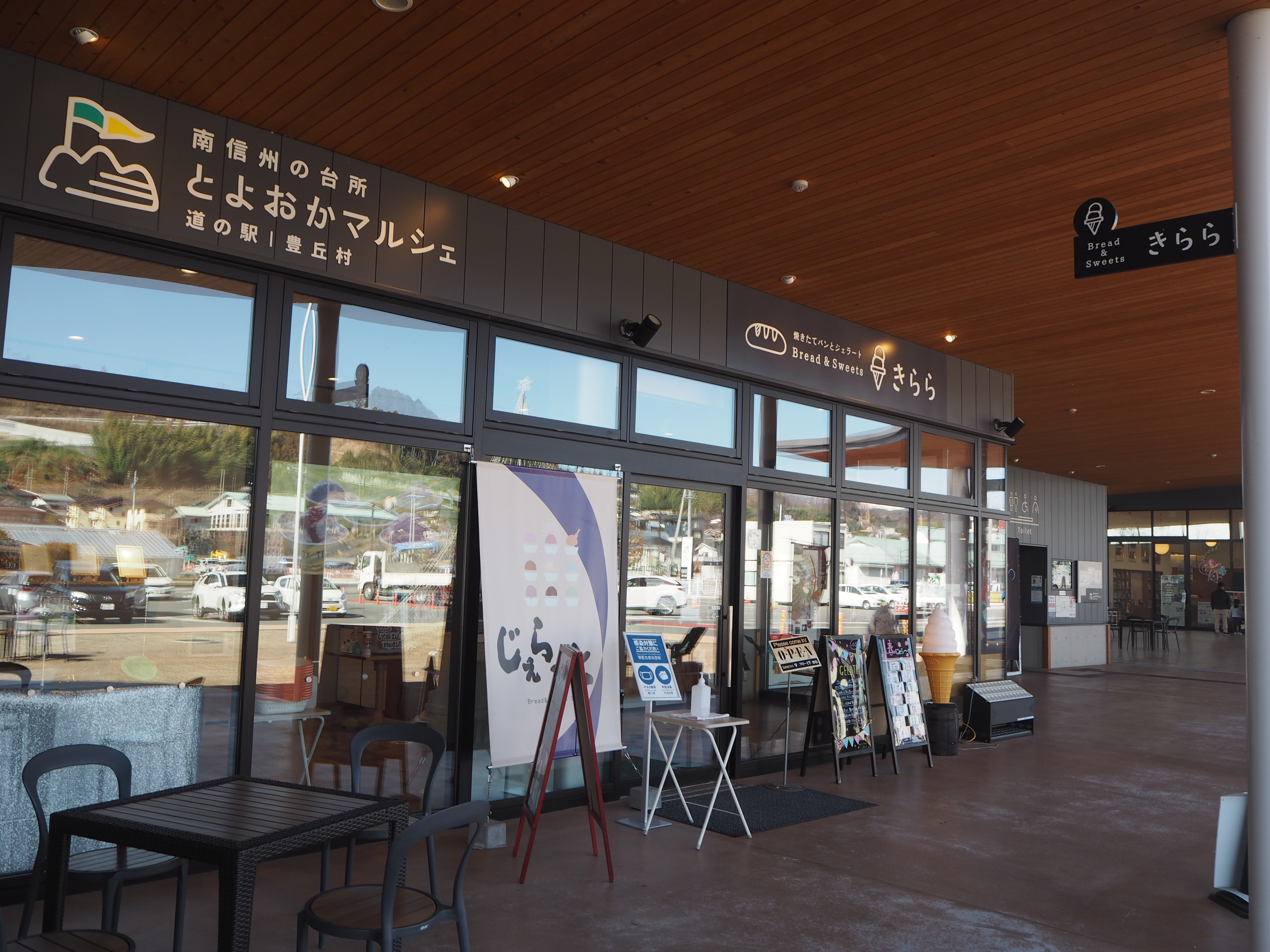
Bread & Sweets きらら

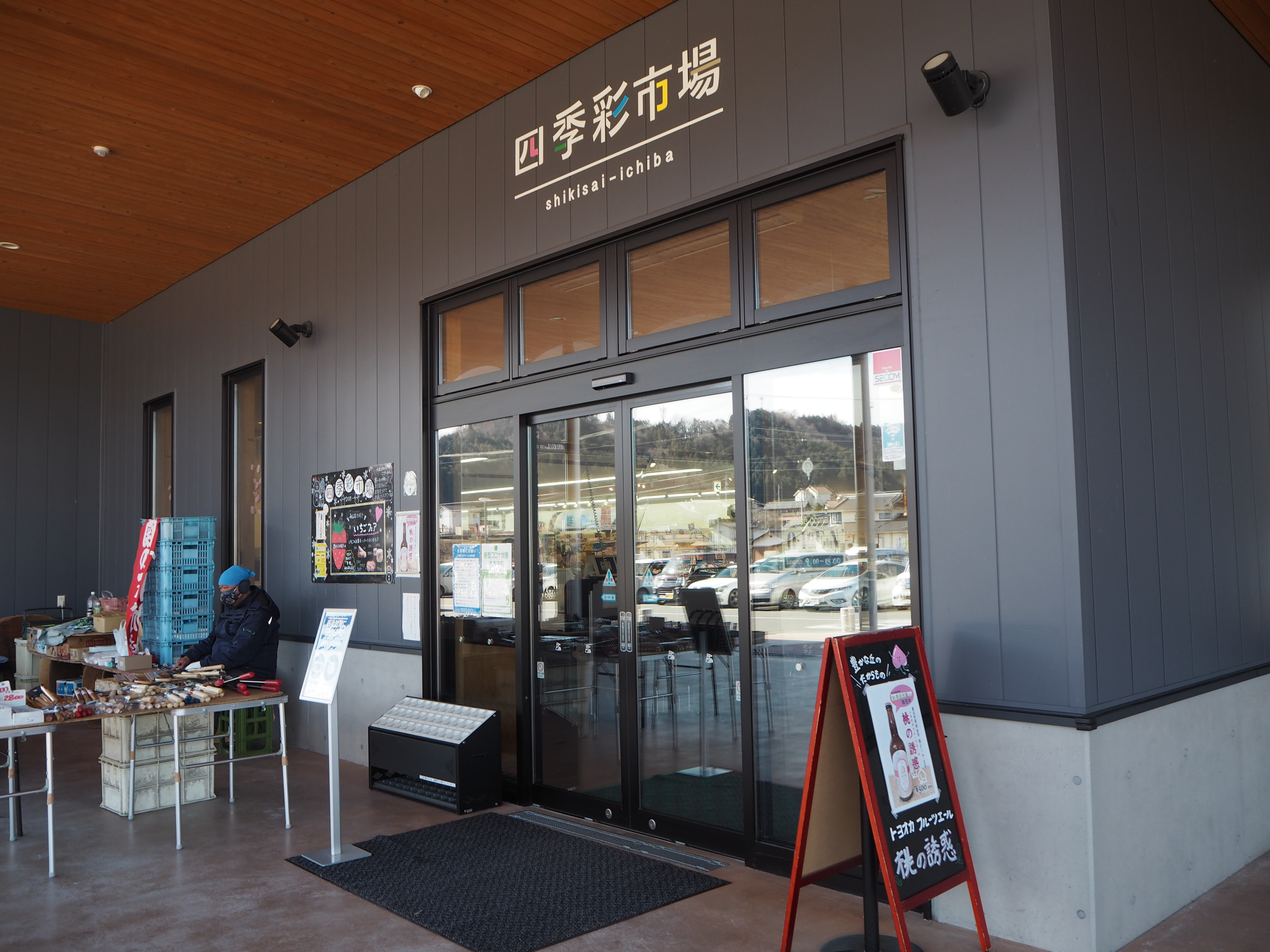
四季彩市場

- 菜園ビュッフェレストラン「vege-full kitchen」
地元産の野菜や果物で彩られた、体験型菜園ビュッフェレストラン。
- テイクアウト「Bread & Sweets きらら」
焼きたてパンと地元素材を活かしたアイスクリームの提供。
- 物販直売所「四季彩市場」
村内を中心に近隣の農家直接持ち込みの地野菜、果物のほか加工食品、土産物がそろう。秋には豊丘村が全国有数の産地である松茸も並ぶ。

## アクセス
- 村道竜東一貫道路 - 登録路線
  - 中央自動車道 飯田ICより車で約30分
  - 中央自動車道 松川ICより車で約15分
- JR飯田線 市田駅より徒歩で約15分